# Brodinski

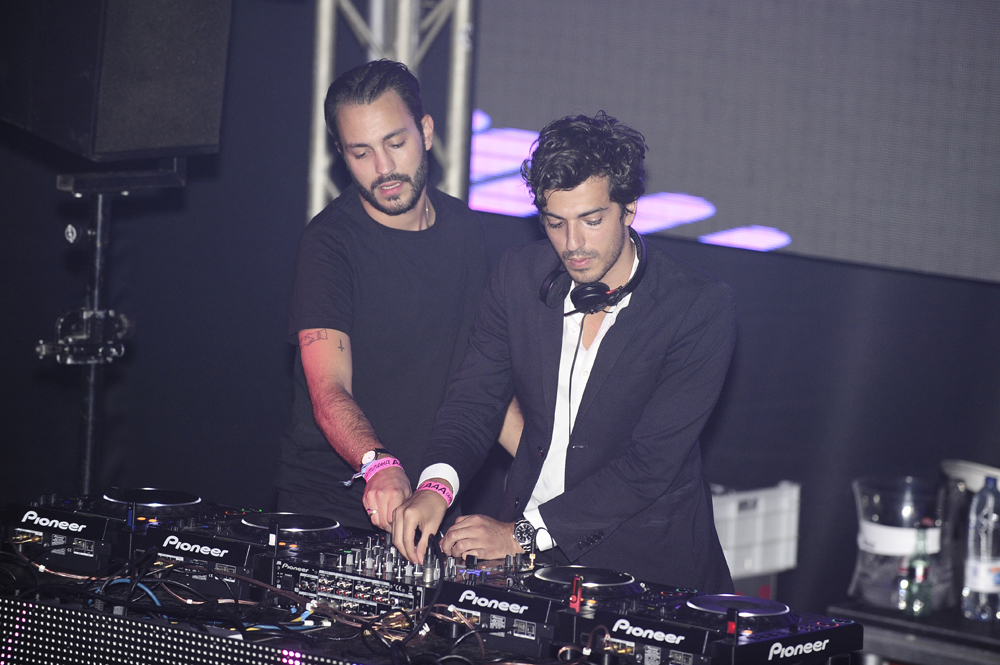
Brodinski und Gesaffelstein 2012 bei einem Auftritt im Amnesia, Ibiza

Brodinski (bürgerlich: Louis Rogé; * 13. Juni 1987 in Saint-Brice-Courcelles) ist ein französischer DJ, Musiker und Musikproduzent.

## Leben
Brodinski wurde bereits mit seinem Debüt Bad Runner bekannt, das sich zu einem der Clubhits des Jahres 2007 entwickelte. 2008 erschien die Oblivion EP auf Tigas Label Turbo. Neben den Single-Veröffentlichungen erschienen ab 2009 auch diverse Mixalben, darunter für die traditionsreiche Serie Fabric Live. Außerdem produzierte Brodinski zahlreiche Remixe für Künstler wie Das Pop, Bonde do Rolê, Alphabeat, DJ Mehdi, Boys Noize, Peaches, Crookers, Tiga, Sébastien Tellier, Scissor Sisters, Justice und Empire of the Sun.
Im November 2011 betrieb Brodinski gemeinsam mit seinem Manager Manu Barron das Label Bromance Records. Die erste Veröffentlichung war eine Split-EP mit Brodinskis langjährigem Weggefährten Gesaffelstein.
2017 löste er das Label auf.

## Diskografie (Auswahl)

### Alben
- 2015: Brava

### Mix-Alben
- 2009: Bugged Out! Presents Suck My Deck (New State Recordings)
- 2011: Fabric Live 60 (Fabric London)
- 2013: The Purple Ride (Bromance Records)
- 2013: Late Night Alternative (Bromance Records)

### Singles und EPs
- 2007: Bad Runner (Mental Groove Records)
- 2008: Oblivion EP (Turbo)
- 2010: Arnold Classics (Grizzly)
- 2011: Bromance #1 (mit Gesaffelstein; Bromance Records)
- 2011: Manifesto (Relief Records)
- 2012: Bromance #3 (mit Club Cheval, Bromance Records)
- 2012: Bromance #7 (Bromance Records)
- 2013: Bromance #11 (Bromance Records)
- 2016: Nobody Rules the Streets (featuring Louisahhh)